# Waterloo (Wisconsin)
Waterloo ist eine Kleinstadt (mit dem Status „City“) im Jefferson County im US-amerikanischen Bundesstaat Wisconsin. Im Jahr 2010 hatte Waterloo 3333 Einwohner.

## Geografie
Waterloo liegt im mittleren Südosten Wisconsins beiderseits des Maunesha River, der über den Crawfish River und den Rock River zum Stromgebiet des Mississippi gehört.
Die geografischen Koordinaten von Waterloo sind 43°11′02″ nördlicher Breite und 88°59′18″ westlicher Länge. Das Stadtgebiet erstreckt sich über eine Fläche von 10,13 km². 
Nachbarorte von Waterloo sind Columbus (19,6 km nördlich), Reeseville (21,8 km nordöstlich), Watertown (22,7 km östlich), Lake Mills (16,2 km südöstlich), Cambridge (22 km südlich), Deerfield (20,5 km südsüdwestlich) und Marshall (7,5 km westlich).
Die nächstgelegenen größeren Städte sind Green Bay am Michigansee (188 km nordnordöstlich), Wisconsins größte Stadt Milwaukee (98,7 km ostsüdöstlich), Chicago in Illinois (224 km südöstlich), Rockford in Illinois (119 km südlich) und Wisconsins Hauptstadt Madison (42,2 km westsüdwestlich).

## Verkehr

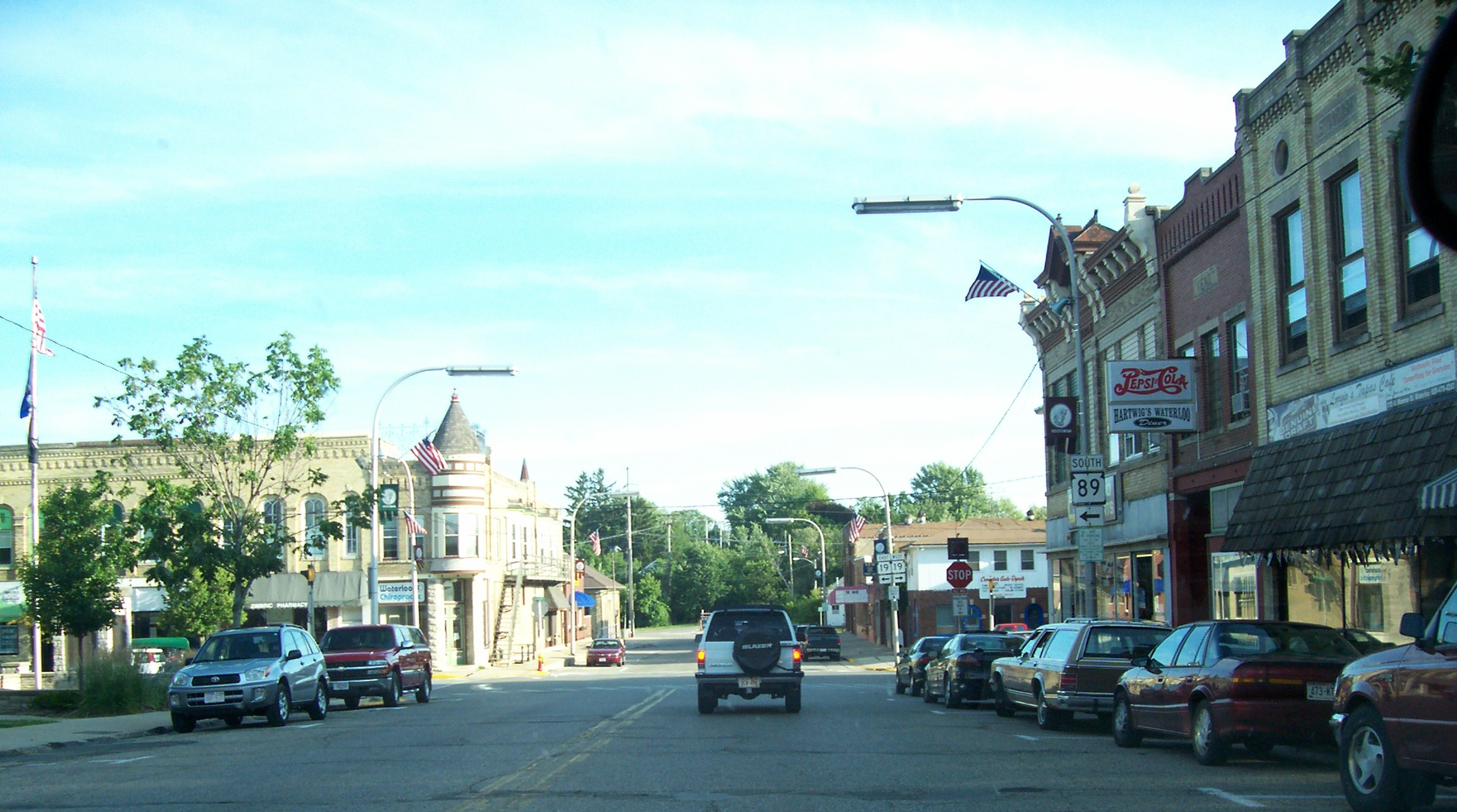
Der WIS 89 im Zentrum Waterloos

In der Stadtmitte von Waterloo kreuzen die Wisconsin State Highways 19 und 89. Alle weiteren Straßen sind untergeordnete Landstraßen, teils unbefestigte Fahrwege sowie innerörtliche Verbindungsstraßen.
Durch das Stadtgebiet verläuft für den Frachtverkehr eine Strecke der Wisconsin and Southern Railroad (WSOR), die vom Mississippi über Madison nach Milwaukee führt.

Die nächsten Flughäfen sind der Dane County Regional Airport in Madison (36,2 km westsüdwestlich) und der Milwaukee Mitchell International Airport in Milwaukee (109 km ostsüdöstlich).

## Wirtschaft
In Waterloo befindet sich die Zentrale des weltweit operierenden Fahrradherstellers Trek Bicycle Corporation.

## Bevölkerung
Nach der Volkszählung im Jahr 2010 lebten in Waterloo 3333 Menschen in 1331 Haushalten. Die Bevölkerungsdichte betrug 329 Einwohner pro Quadratkilometer. In den 1331 Haushalten lebten statistisch je 2,49 Personen. 
Ethnisch betrachtet setzte sich die Bevölkerung zusammen aus 88,0 Prozent Weißen, 0,8 Prozent Afroamerikanern, 0,3 Prozent amerikanischen Ureinwohnern, 0,3 Prozent Asiaten sowie 9,4 Prozent aus anderen ethnischen Gruppen; 1,2 Prozent stammten von zwei oder mehr Ethnien ab. Unabhängig von der ethnischen Zugehörigkeit waren 12,8 Prozent der Bevölkerung spanischer oder lateinamerikanischer Abstammung. 
26,1 Prozent der Bevölkerung waren unter 18 Jahre alt, 61,9 Prozent waren zwischen 18 und 64 und 12,0 Prozent waren 65 Jahre oder älter. 50,0 Prozent der Bevölkerung war weiblich.
Das mittlere jährliche Einkommen eines Haushalts lag bei 49.474 USD. Das Pro-Kopf-Einkommen betrug 21.670 USD. 6,0 Prozent der Einwohner lebten unterhalb der Armutsgrenze.